# Горенська вулиця (Київ)
Го́ренська ву́лиця — вулиця у Святошинському районі міста Києва, місцевість Святошин. Пролягає від Святошинської до Львівської і Липової вулиці. 

## Історія
Вулиця виникла на межі XIX — XX століття під такою ж назвою (від с. Горенка, що поблизу місцевості Пуща-Водиця); на деяких картосхемах позначена як Горинська. До 1980-х років проходила по діагоналі до проспекту Перемоги, скорочена у зв'язку з переплануванням і повністю перебудована.